# Cybister rugosus
Cybister rugosus là một loài bọ cánh cứng trong họ Bọ nước. Loài này được W.S.Macleay miêu tả khoa học năm 1825.

## Hình ảnh

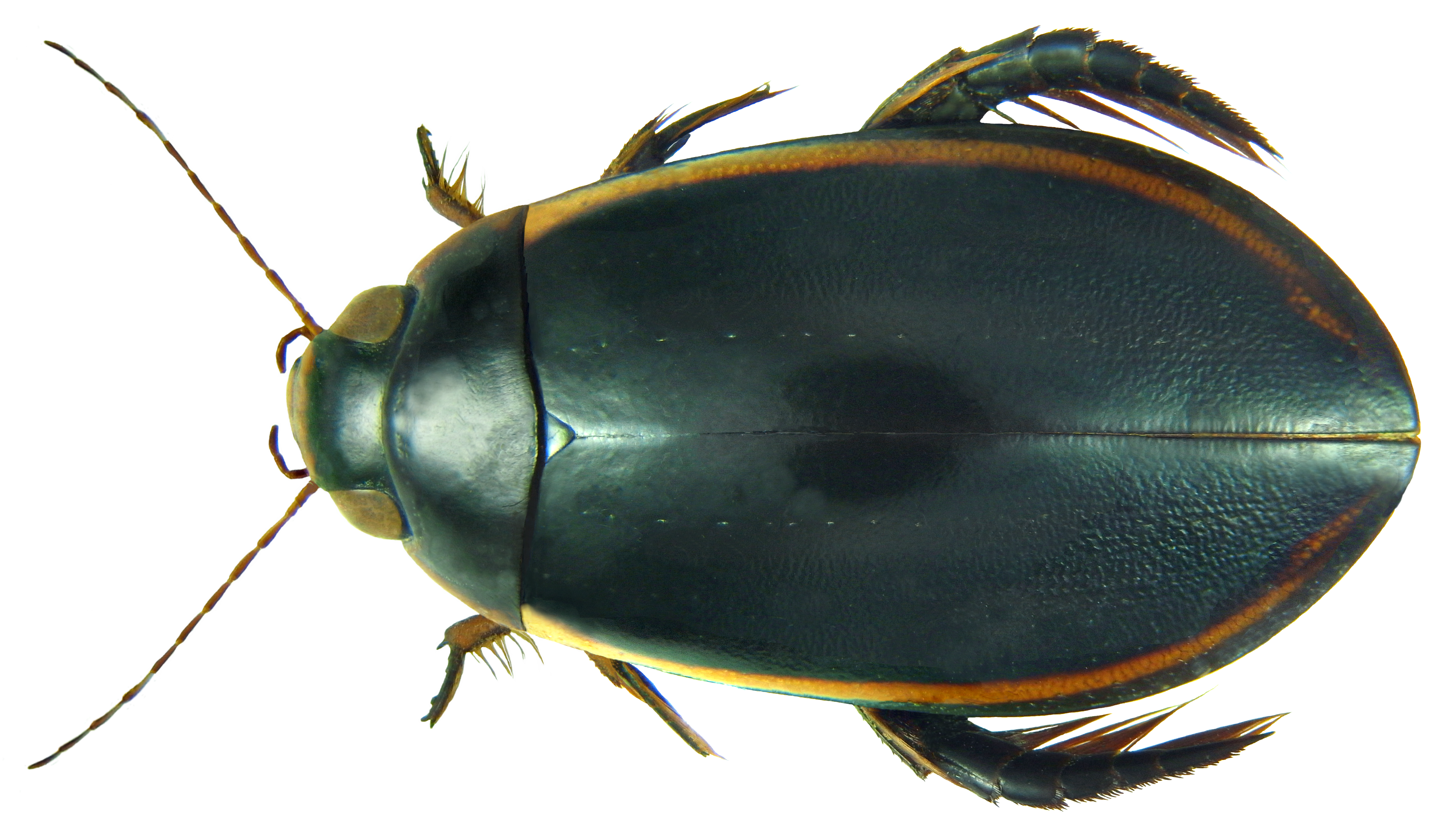